# Horváth András (labdarúgó, 1988)
Horváth András (Kerepestarcsa, 1988. február 23. –) magyar labdarúgó, a Budafok kapusa.

## Sikerei, díjai
Budapest Honvéd
- NB I
  - bajnok (1): 2016–17[1]
  - Magyar Kupa-győztes: 2019–20